# XL Airways UK
XL Airways UK (ursprünglich Sabre Airways, danach Excel Airways) war eine britische Charterfluggesellschaft der Avion Group mit Sitz in Crawley.

## Geschichte

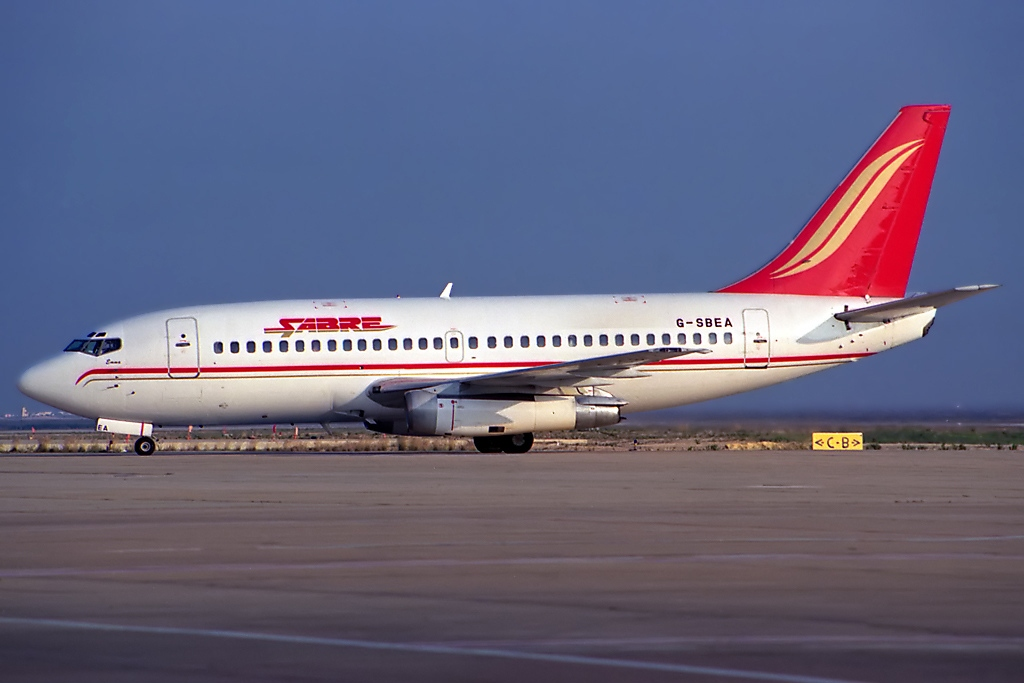
Eine Boeing 737-200 der Ursprungsgesellschaft Sabre Airways.

Die Fluggesellschaft wurde 1994 als Sabre Airways gegründet und nahm den Flugbetrieb am 17. Dezember 1994 auf. 
Im März 2004 übernahm Air Atlanta Icelandic 40,5 Prozent der Excel-Anteile und baute ihre Beteiligung daran bald aus. Die Fluggesellschaft nahm den gegenwärtigen Namen an, nachdem im November 2006 67 Prozent ihrer Anteile von der Libra Holidays Group übernommen wurden.
Am 12. September 2008 wurde bekannt, dass das Unternehmen XL Leisure Insolvenz angemeldet hat. Alle Flüge wurden gestrichen. Davon betroffen waren die XL Leisure Group Plc sowie ihre Tochtergesellschaften XL Airways UK Limited, Excel Aviation Limited, Explorer House Limited, Aspire Holidays Limited, Freedom Flights Limited, Freedom Flights (Aviation) Limited, The Really Great Holiday Company plc, Medlife Hotels Limited, Travel City Flights Limited und Kosmar Villa Holidays plc. Als Gründe wurden die hohen Kerosinpreise und die allgemeine Konjunkturschwäche genannt.
Die Schwestergesellschaften XL Airways Germany und XL Airways France waren von der Insolvenz nicht betroffen und wurden von der Straumur Investment Bank übernommen. XL Airways Germany stellte jedoch 2012 den Betrieb ebenfalls ein, die XL Airways France tat dies 2019.

## Flugziele
XL Airways UK führte hauptsächlich Charterflüge zu Urlaubsdestinationen auf Kurz- und Mittelstrecken sowie auch einige Langstreckenflüge durch.

## Flotte

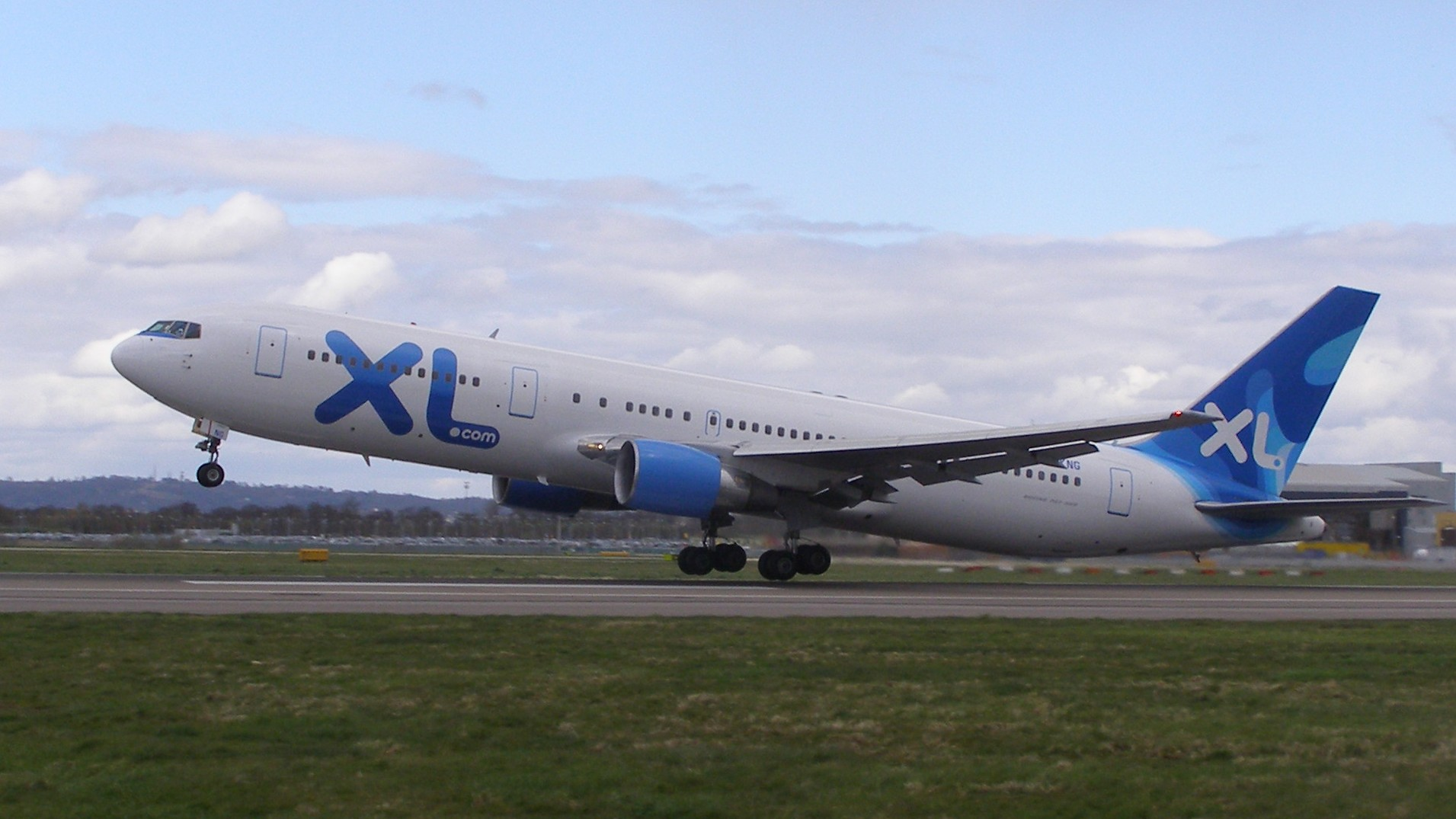
Eine Boeing 767-300ER der XL Airways UK

Die Flotte der XL Airways UK bestand zuletzt aus 21 Flugzeugen:
- 03 Airbus A330-200
- 13 Boeing 737-800
- 02 Boeing 737-900ER
- 01 Boeing 767-200ER
- 02 Boeing 767-300ER